# Крепость Назрань
Крепость Назра́нь или Назра́новская крепость (ингуш. Наьсарен гӀапков) — крепость российской императорской армии в городе Назрань (Ингушетия). Является памятником русского фортификационного зодчества начала XIX века. Местность где расположена крепость — возвышенность в междуречье Сунжи и Назранки являлась стратегически важной и поэтому в различные периоды истории здесь располагались укрепления, посты, крепости.
Крепость является одним из важнейших исторических и культурных объектов Ингушетии и одной из главных достопримечательностей на её равнинной территории. С ней связаны различные значимые события и процессы и в истории ингушского народа, и в целом всего кавказского региона.

## История

### Царский период
По свидетельству квартирмейстера русской армии Л. Штедера, в 1781 году на этом месте ингуши держали пост для охраны своих поселений:
Назиран — небольшая речка, которая бежит на северо-восток по болотам, заросшим кустарником и тростником; у неё прозрачная вода и топкое ложе, поэтому её, кроме как на отмелях, невозможно перейти. Эти трудные переправы, возвышенности и сама Сунжа, которая бежит на восток через лесистые горы, образуют здесь крепкое тесное ущелье, у которого ингуши обычно держат заставу».
Кабардинские князья, требуя дани от ингушей, совершили очередной набег на ингушские земли. В этом конфликте командующий Кавказской линией генерал И. Ф. Медем встал на сторону ингушей. Он потребовал от кабардинских князей прекращения подобных акций и предупредил, что в случае повторения подобных действий будет вынужден принять самые суровые меры.
В 1810 году по представлению командующего русскими войсками на Кавказе А. П. Тормасова для охраны крепости было выделено 150 казаков, 200 мушкетёров и три орудия. Этот отряд с помощью местного населения начал возводить укрепление. Крепость являлась одним пунктов военной линии Российской Империи «Грозный — Назрань — Владикавказ» и должна была обеспечивать защиту подступов к Владикавказу и Военно-Грузинской дороге.
14 октября 1818 года крепость посетил ехавший с дипломатической миссией в Персию А. С. Грибоедов. В крепости бывал декабрист Е. Е. Лачинов. В 1842 году крепость посетил будущий вице-президент Императорской Академии художеств Г. Гагарин, который создал несколько зарисовок крепости.
Первым серьёзным испытанием для крепости стал поход имама Дагестана Гази-Мухаммада на Владикавказ в марте 1832 года. В сражении у крепости Гази-Мухаммад потерпел поражение и вынужден был отступить.
В апреле 1841 года состоялось 3-дневное сражение с большим отрядом, который возглавлял Шамиль. Последний пытался подчинить ингушей и прорваться к Владикавказу и Военно-Грузинской дороге. 6-8 апреля гарнизон при поддержке местного населения оказывал упорное сопротивление Шамилю и вынудил его отступить. Более 60 милиционеров и местных жителей, отличившихся в этих боях, были награждены Георгиевскими крестами, медалями и офицерскими чинами. В 1846 году новый поход Шамиля опять наткнулся на упорное сопротивление гарнизона и местных жителей и снова завершился неудачей.
В 1858 году произошло Назрановское восстание, одним из эпизодов которого стал штурм крепости, в котором приняли участие 5 тысяч восставших. Штурм был отбит, восстание подавлено, а организаторы восстания — казнены или сосланы на каторгу в Сибирь.
В 1868 году в крепости была открыта первая в Ингушетии двухклассная школа. В 1924 году здесь же открылась первая в регионе сельскохозяйственная школа и начал работать агротехнический участок. Впоследствии сельскохозяйственная школа стала базой первого среднего учебного заведения.
В конце XIX — начале XX веков крепость стала выполнять функции гауптвахты и места заключения для борцов с царизмом. В 1905 году Ингушетия была выведена из состава Сунженского казачьего отдела в отдельную административную единицу — Назрановский округ с прямым подчинением областной администрации. Управление округа располагалось в крепости.

### После революции

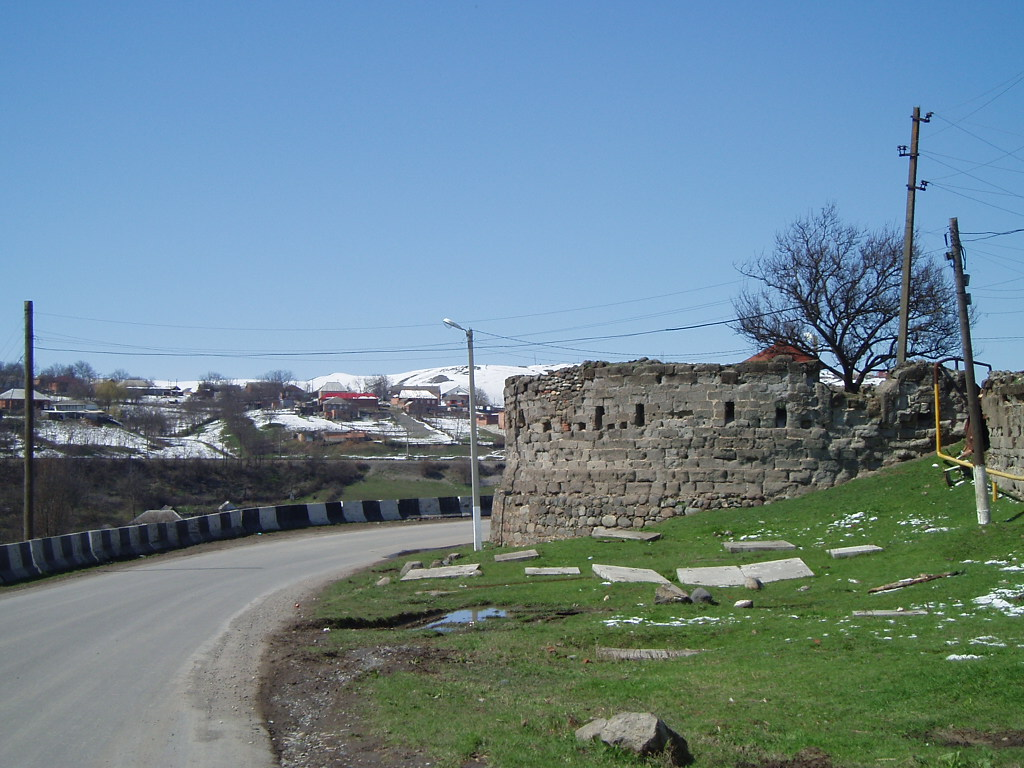
Современное состояние

После Октябрьской революции крепость стала одним из центров борьбы за Советскую власть в Ингушетии. В январе 1918 года в крепости прошёл съезд ингушского народа. 15 апреля того же года в крепости прошёл съезд трудового народа Ингушетии, на котором присутствовали 3500 человек. На съезде было принято решение о создании местных Советов, ликвидации ингушского конного полка «Дикой дивизии» и восстановлении движения на железной дороге Беслан — Грозный — Хасавюрт.
С 9 января 1914 года по август 1918 года в крепости располагалось Правительство Кавказской Горской Республики, бежавшее из Владикавказа, объявленного столицей нового северо-кавказского государства, после его штурма и занятия казаками.
14 сентября 1918 года в крепости прошёл съезд ингушского народа, на котором председательствовал Серго Орджоникидзе. Делегаты съезда заявили, что Ингушетия является частью Советской России, а также выразили поддержку Советской власти. 12 октября того же года в Назрановской крепости на очередном съезде была высказана единодушная поддержка партии большевиков и Советской власти.
24 января 1919 года очередной съезд ингушей, также проходивший в крепости, принял решение о вооружённом выступлении против Добровольческой армии генерала Деникина. Однако сопротивление сторонников Советской власти было сломлено и её уцелевшие защитники вынуждены были на время отойти в горные районы.
22 июня 1919 года в крепости собрались представители ингушского народа для обсуждения ультиматума Деникина с требованием мобилизации ингушей в армию Деникина и выплаты огромной контрибуции. Делегаты съезда решительно отвергли этот ультиматум. Им стало известно, что на железнодорожной станции Назрань идёт погрузка в вагоны насильно мобилизованных ингушей. Делегаты прибыли на станцию, убили и арестовали производивших мобилизацию офицеров и распустили мобилизованных по домам.
4 апреля 1920 года в крепости прошёл 15-тысячный съезд ингушского народа, на котором присутствовали Серго Орджоникидзе и С. М. Киров. Съезд провозгласил восстановление Советской власти в Ингушетии.
19 июня 1920 года на территории крепости прошла Назрановская окружная партийная конференция, которая избрала Назрановский окружком РКП(б). 25 июля в крепости начался I съезд Советов Ингушетии, в работе которого участвовал представитель ЦК РКП(б), писатель А. С. Серафимович. 27 августа того же года здесь же прошла I конференция Союза коммунистической молодёжи Назрановского округа, в работе которого приняли участие 25 делегатов.
16 февраля 1924 года в крепости прошла конференция представителей трудовой Ингушетии, на которой присутствовали 1500 делегатов. С докладами на конференции выступили С. Орджоникидзе и А. И. Микоян.
В 1980-х годах в крепости размещалась Назрановская районная больница.